# الاحتلال الياباني لبورنيو البريطاني

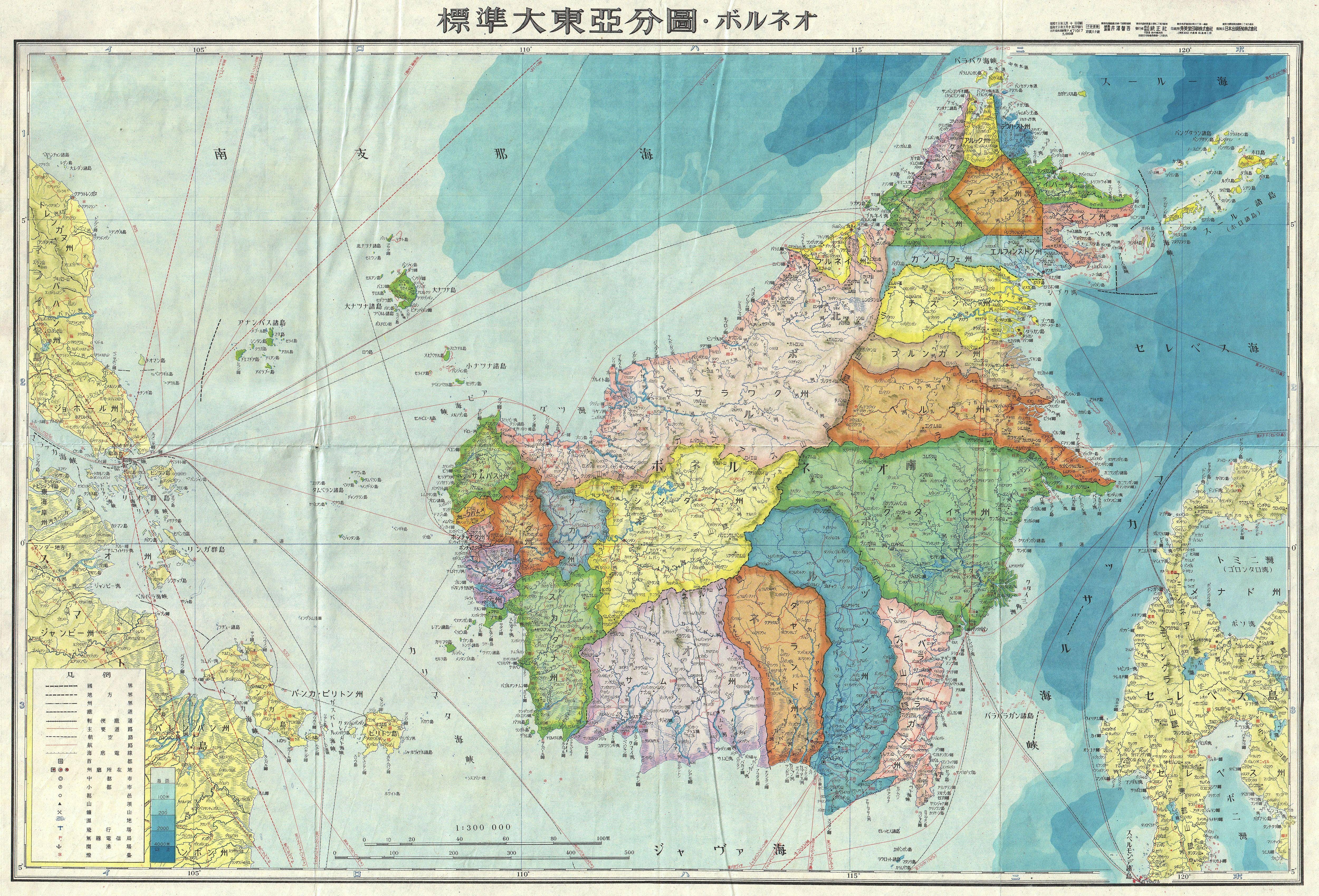
ممتلكات بورنيو ا ل يابانية في عام 1943

قبل اندلاع الحرب العالمية الثانية في المحيط الهادئ، تم تقسيم جزيرة بورنيو إلى خمسة أقاليم. أربعة من المناطق كانت في الشمال وتحت السيطرة البريطانية - سارواك، بروناي، لابوان، وجزيرة، البريطانية الشمالية بورنيو. بينما كان الجزء المتبقي والجزء الأكبر من الجزيرة تحت ولاية جزر الهند الشرقية الهولندية.
في 16 ديسمبر 1941، هبطت القوات اليابانية في ميري، بعد أن أبحر ساراواك من خليج كام رانه في الهند الصينية الفرنسية. استغرق الأمر اليابانيين أقل من شهر لغزو الجزيرة بأكملها. قام اليابانيون لاحقًا بإعادة تسمية الجزء الشمالي باسم North Borneo (北ボルネオ Kita Boruneo) و Labuan باسم Maida Island (前田島 Maeda-shima) والأراضي الهولندية المجاورة ساوث بورنيو (南ボル مينامي بورونيو).    لأول مرة في التاريخ الحديث، كان كل من بورنيو يخضع لقاعدة واحدة. 
البريطاني بورنيو احتل من قبل اليابانيين لأكثر من ثلاث سنوات. لقد شجعوا بنشاط جابيتيشن من السكان المحليين من خلال مطالبتهم لتعلم اللغة اليابانية والعادات. قام اليابانيون بتقسيم شمال بورنيو إلى خمس إدارات إقليمية ( shus ) وشيدوا مطارات. تم تشغيل عدة معسكرات لأسرى الحرب من قبل اليابانيين. تم اعتقال جنود الحلفاء ومعظم المسؤولين الاستعماريين، إلى جانب أعضاء من الحركات السرية التي عارضت الاحتلال الياباني. وفي الوقت نفسه، تم الحفاظ على قادة الملايو المحليين في موقفهم بمراقبة يابانية وتم نقل العديد من العمال الأجانب إلى المنطقة.
قرب نهاية عام 1945، تم نشر الكوماندوز الأسترالي إلى الجزيرة من قبل الغواصات الأمريكية مع الحلفاء وحدة خاصة إجراء عمليات الاستخبارات وتدريب الآلاف من [[الشعوب الأصلية [الشعوب الأصلية]] لمحاربة اليابانيين في حرب العصابات في حملة بورنيو استعدادًا لوصول مهام تحرير الحلفاء الرئيسية. بعد الهبوط في شمال بورنيو و لابوان من 10 يونيو 1945 من قبل مجموعة من القوات الأسترالية والأمريكية، تم تحرير جزيرة بورنيو. استولت [[الإدارة العسكرية البريطانية (بورنيو|الإدارة العسكرية البريطانية]) رسميًا على اليابانيين في 12 سبتمبر 1945.

## الاقتصاد
بعد الاحتلال، استؤنفت الحكومة في 26 ديسمبر 1941. تم إحضار شركة يابانية وتم منح احتكار للسلع الأساسية. في أوائل عام 1942، تم افتتاح أول فرع لـ يوكوهاما شينكين بنك في مبنى كوتشينغ القديم بنك تشارتارد. بالإضافة إلى ذلك، فتحت وزارة التنمية والمالية بجنوب اليابان مكتبًا يشرف على الاستثمارات في جميع أنحاء شمال بورنيو. بدأت شركتا تأمين يابانيتان، هما و، عمليات التشغيل.  صادرت شرك، جميع السيارات مقابل تعويض محدود. استأجر اليابانيون العمال وشيدوا المطارات للحصول على طعام ومدفوعات إضافية، لكن المحتجزين أُرغموا على العمل. . جنبا إلى جنب مع بقية جنوب شرق آسيا، استخدمت اليابان بورنيو كمصدر لـ المواد الخام. . تم سرقة و تهريب حتى الموت. حاول IJA و IJN إعادة بناء صناعة النفط للمساهمة في صناعة النفط اليابانية. قالب:Sft

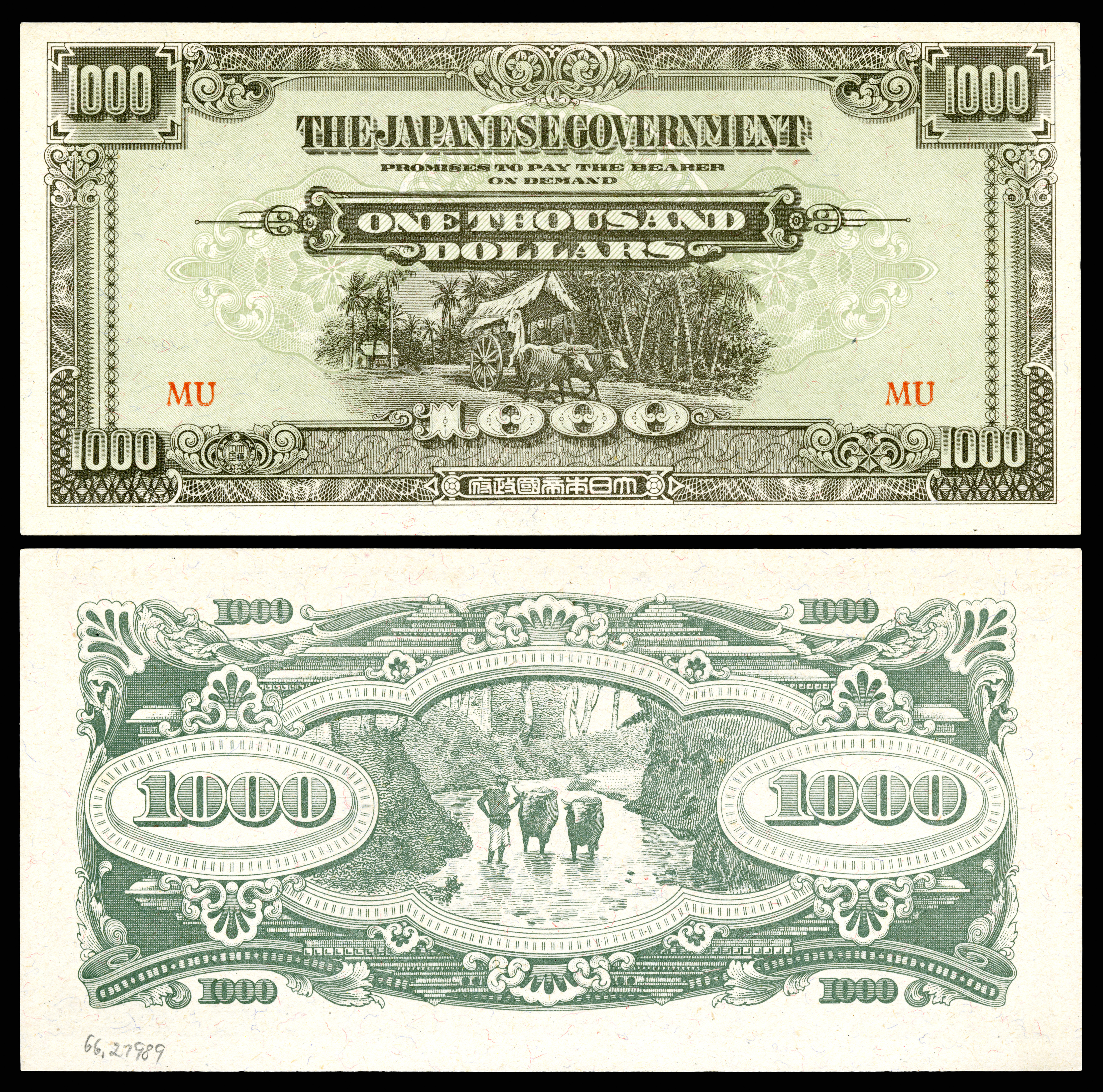
أصدرت الحكومة اليابانية فاتورة بقيمة 1000 دولار في عام 1945 والتقطت رجلاً مع.

## الغزو
دعت خطة الغزو اليابانية إلى الاستيلاء على الأراضي البريطانية من قبل الجيش الإمبراطوري الياباني (أي جي إيه) والأراضي الهولندية إلى الجنوب من قبل البحرية الإمبراطورية اليابانية (أي جي إن). خصص الجيش الإمبراطوري الياباني لواء المشاة الخامس والثلاثين لشمال بورنيو، الذي كان بقيادة اللواء كيوتاكي كاواغوتشي، وتألف من وحدات كانت متمركزة سابقًا في كانتون في جنوب الصين. في 13 ديسمبر 1941، غادر أسطول الغزو الياباني خليج كام رانه في الهند الصينية الفرنسية، مع مرافقة من الطرادة يورا، والمدمرات من فرقة المدمرات الثانية عشرة، موراكومو، وشينونوم، وشيراكومو، وأوسوجومو، ومطاردة الغواصات سي إتش 7، وسفينة مستودع الطائرات كاميكاوا مارو. حملت عشر سفن نقل طليعة قوة الغزو. تألفت قوة الدعم - بقيادة الأدميرال تاكيو كوريتا - من الطرادات كومانو وسوزويا، والمدمرات فوبوكي وساجيري. كانت القوات اليابانية تعتزم الاستيلاء على ميري وسيريا، ثم الزحف على كوتشينغ والمطارات القريبة. مضى الأسطول قدمًا دون أن ينكشف، وفي فجر يوم 16 ديسمبر، أمنت وحدتا هبوط ميري وسيريا مع مقاومة ضئيلة من القوات البريطانية.
قُبِض على كوالا بيليت ولوتونغ في نفس اليوم مع نحو 10000 جندي ياباني على الشاطئ. في 22 ديسمبر، استولي على بروناي تاون وتحركت القوة اليابانية الرئيسية غربًا نحو كوتشينغ بعد تأمين حقول النفط في شمال سرواق. قصفت القوات الجوية اليابانية مطار سينغكوانغ لردع أي هجوم هولندي. بعد أن أبعدت المرافقات غواصة هولندية وحيدة، دخلت القوة اليابانية الضاربة مصب نهر سانتوبونغ في 23 ديسمبر. وصل الأسطول، بما في ذلك عشرين ناقلة تحمل قوات يابانية بقيادة العقيد أكينوسوكي أوكا، قبالة رأس سيبانغ، وكان قد أكمل عملية الإنزال بحلول صباح اليوم التالي. كانت الكتيبة الثانية من فوج البنجاب الخامس عشر، التي كانت متمركزة في كوتشينغ، هي وحدة المشاة الوحيدة المتحالفة في الجزيرة. على الرغم من أنهم قاوموا الهجوم الياباني على المطار، إلا أنهم سرعان ما فيقوا عددًا وتراجعوا عبر نهر سانتوبونغ. في 25 ديسمبر، نجحت القوات اليابانية في الاستيلاء على مطار كوتشينغ. تراجع فوج البنجاب عبر الغابة إلى منطقة سينغكوانغ.
بعد أن ضم اليابانيون سينغكوانغ في 29 ديسمبر، تراجعت القوات البريطانية والهولندية أكثر في الغابة، وانتقلت جنوبًا إلى سامبت وبانجكالانبان، حيث كان يقع مطار هولندي عند كوتاوارينجن. في 31 ديسمبر، تحركت قوة بقيادة المقدم جنزو واتانابي شمالًا لاحتلال ما تبقى من بروناي، وبوفورت، وجيسلتون. دافعت شرطة شمال بورنيو المسلحة مع 650 رجلًا عن جيسلتون. قدموا القليل من المقاومة واستولي على المدينة في 9 يناير. في 3 يناير 1942، غزت قوات الجيش الإمبراطوري الياباني جزيرة لابوان. في 18 يناير، باستخدام قوارب الصيد الصغيرة، هبط اليابانيون في سانداكان، مقر حكومة شمال بورنيو البريطانية. في صباح يوم 19 يناير، تنازل الحاكم تشارلز روبرت سميث عن شمال بورنيو البريطاني واعتُقِل مع موظفيه. هكذا اكتمل احتلال بورنيو البريطانية. استولى الجيش الإمبراطوري الياباني بورينو الجنوبية والوسطى الهولنديتان بعد هجمات من الشرق والغرب. بعد عشرة أسابيع في الجبال المغطاة بالأدغال، استسلمت قوات الحلفاء في 1 أبريل. 
== إطلاق 

## رابط خارجي
الفئة:مستعمرة سابقة في آسيا
الفئة:تاريخ بورنيو
بورنيو البريطانية
الفئة:مسرح جنوب شرق آسيا في الحرب العالمية الثانية
الفئة:مسرح جنوب غرب المحيط الهادئ في الحرب العالمية الثانية
الفئة:الإمبراطورية البريطانية والتاريخ العسكري الاتحادي في الحرب العالمية الثانية
1. ↑  Ooi 2010، صفحة 133.
2. ↑  Braithwaite 2016، صفحة 253.
3. ↑  Jude 2016.
4. ↑  Baldacchino 2013، صفحة 74.
5. ↑  Ooi 1999، صفحة 125.
6. ↑  Braithwaite 1989، صفحة 157.
7. ↑  Hong 2011، صفحة 232.
8. ↑  Ooi 2010، صفحة 112.
9. ↑  Ooi 2013، صفحة 15.
10. ↑  Rottman 2013، صفحة 17.
11. 1 2  Klemen 2000.
12. ↑  Chay 1988، صفحة 13.